# Giripanggung
Giripanggung is een bestuurslaag in het regentschap Gunung Kidul van de provincie Jogjakarta, Indonesië. Giripanggung telt 5930 inwoners (volkstelling 2010).